# Zovasar
Zovasar är ett berg i Armenien.   Det ligger i provinsen Vajots Dzor, i den centrala delen av landet, 70 kilometer sydost om huvudstaden Jerevan. Toppen på Zovasar är 1 399 meter över havet.
Terrängen runt Zovasar är huvudsakligen kuperad, men norrut är den bergig. Terrängen runt Zovasar sluttar söderut. Närmaste större samhälle är Yeghegnadzor, 11,3 kilometer öster om Zovasar. 
Trakten runt Zovasar består i huvudsak av gräsmarker. Runt Zovasar är det ganska glesbefolkat, med 28 invånare per kvadratkilometer.